# Cratere Barton
Barton  è un cratere sulla superficie di Venere. Deve il suo nome a Clara Barton, fondatrice della Croce Rossa statunitense.